# Mohammad Javad Fathi
Pour les articles homonymes, voir Fathi.
 (juillet 2016).
Mohammad-Javad Fathi (persan : محمدجواد فتحی) est un universitaire iranien, avocat et politicien réformiste qui fut un temps membre du Parlement de l'Iran représentant la circonscription de Téhéran, Rey, Shemiranat et Eslamshahr. Il démissionna le 25 juin 2018, disant qu'il n'avait aucun espoir de changement du système existant.

## Carrière
Fathi est un professeur de droit à l'Université de Téhéran.

### Parcours électoral
| Année | Élection     | Votes     | %     | Rang | Notes     |
| ----- | ------------ | --------- | ----- | ---- | --------- |
| 2016  | Le parlement | 1 139 710 | 35,10 | 22   | Vainqueur |